# Янушевский, Григорий Ефимович
Янушевский Григорий Ефимович (1861, Подольская губерния — после 1934) — российский военный деятель. Генерал-лейтенант (13.10.1914)

## Биография

### Начало карьеры
- Проходил обучение в Варшавском юнкерском пехотном училище, затем окончил Николаевскую Академию Генерального Штаба.
- В 1900 назначен начальником штаба 6 кавалерийской дивизии, а в 1910 начальник штаба 10 пехотной дивизии.
- С 1904 командующий 3-м стрелковым полком. Участвовал в Русско-японской войне, после окончания войны назначен командующим 1-й бригадой 1-й стрелковой дивизии.

### Первая мировая война
- С декабря 1906 генерал-квартирмейстер штаба Московского ВО. В 1910 переведен на должность начальника штаба IX Армейского корпуса.
- После начала Первой мировой войны назначен 19 августа 1914 временно исправлять должность начальника 9-й пехотной дивизии. В сентябре 1914 получает под командование 19-ю пехотную дивизию. А с 1915 уже становится начальником 1-й гренадерской дивизии. С 1916 командир III армейского корпуса.
- После Февральской революции отстранен от командования и отправлен в резерв при Штабе Минского военного округа. После Октябрьской Революции уезжает на Украину

### После Октябрьской революции
- Весной 1918 поступает на службу в гетманскую армию, начальником штаба I Волынского корпуса.
- В марте 1919 переходит в армию Украинской Народной Республики (УНР). С марта-апреля 1919 Советник по военным делам, в апреле начальник штаба Холмской группы, далее контролёр Южной группы и работа в управлении Галицийской армии. Числился в ВСЮР.
- В 1920 году переводится в Крым на должность помощника начальника Генштаба УНР.
- Эвакуировался в Константинополь, затем переехал в Вараждин Югославия, и далее в Польшу. С 1922 работал бухгалтером в Бресте.
- В 1923 году издал в Вильно работу «Откуда происходит славянское племя Русь» о хорватской легенде о происхождении Руси из старой Паннонии[1].

## Награды
Награждён орденами:
- Св. Станислава 3-й ст. (1892);
- Св. Анны 3-й ст. (1896);
- Св. Станислава 2-й ст. (1904);
- Св. Анны 2-й ст. с мечами (1906);
- Св. Владимира 4-й ст. с бантом (1908);
- Св. Владимира 3-й ст. (1908; 12.01.1909);
- Св. Станислава 1-й ст. (10.05.1912);
- Св. Владимира 2-й ст. с мечами (10.01.1915);
- Св. Георгия 4-й ст. (24.04.1915).

И Золотым (Георгиевским) оружием (ВП 29.09.1906).